# Архитектура експресионизма
Експресионистичка архитектура је једна архитектура која је немачки феномен настала у годинама после Првог светског рата. 1913. године је Адолф Бене архитектуру Бруно Таута у часопису „Пан“ назвао експресионистичком упоређујући је са сликарским правцем експресионизма.

## Историја
Иако је 20. век себе називао модерним није престао да се оверава смисао ове речи. Пример је трагање за изворима модерне и интересовање за сецесију и за експресионизам. Захваљујући оснивању немачког веркбунда ("Deutsche Werkbund") који је основан 1907. године и радовима Петер Беренса, Ханс Пелцига а и Валтер Гропијуса још из младости повезивање архитектуре и индустрије ствара се основа за нову архитектуру. Ту је био у првом реду значајан Петер Беренс у чијем су берлинском атељеу радили Ле Корбизије, Лудвиг Мис ван дер Рое и Валтер Гропијус и кога интересују редукције форме на купу, коцку и круг.
Али не делује само Бернс ту је и Ханс Пелциг који ради у једном сасвим индивидуалистичком стилу и постаје један од пионира експресионизма у архитектури која касније постаје прихваћена и доживљава кулминацију и томе стилу припадају и каснији пројекти Петера Бернса. На пресудне кораке за непознатим одлучују се затим млађи архитекти као браћа Таут, Гропиус Мис ван дер Рое, и други.
Израз експресионистичка архитектура са помиње у вези са именима Бруна Тота и Ерих Менделсона. У својим делима они одбацују хисторизам као и путеве градње архитектонског дела, геометризам је замењен кривим линијама и архитектура настаје као вајарско дело а скулптура је преузимала архитектонску тектонику. Још у делима Антони Гаудија су одређени неки видови деформација облика и форми који ће бити разрађени у архитектури експресионизма.
Од великог значаја је било оснивање поменуте организације веркбунд у немачкој чији је циљ био оплемењивање производног рада путем координације уметности, индустрије и занатства и који је себи за циљ ставио да одабире најбоље радове што их остварује уметност, индустрија и занатство. Веркбунд 1914. године организује велику изложбу којом скреће пажњу на своје циљеве и ту су изложбени радови Петера Бернса, Валтера Гропијуса, Хенрија ван де Велдеа, Бруна Таута и Јосефа Хофмана. Значајно је било прекорачавање граница између појединих врста у уметности. 1918. - 1919. године су након организовања првих група као Мост, одржане и прве изложбе у којим су узели учешће и архитекти експресионисти. Под водством Бруна Тота настаје група архитеката „Arbeitsrat für Kunst“ која излази и са својих шест принципа нове архитектуре у којим се прокламује мисао да се све уметности треба да споје у стваралачки рад архитекта. Поред тога излазе и манифести а и књиге. 1918. – 1921. године излази и први манифест Баухауса (који је у великој мери допринео повезивању заната, индустрије и уметности) од стране Валтера Гропиуса и с тиме у вези и његово експресионистичко дело, споменик на гробљу у Вајмару. У вези тога треба поменути и утопије које су карактеристичне за овај правац, Лудвиг Мис ван дер Роеа из 1919. – 1921. године који су веома смели и визионарски као пројектат стаклених облакодера „кости и коже“
облик стаклене грађевине са огромним стакленим зидовима.
После Првог светског рата се јављају две струје једна којаје везана за употребу традиционалних материјала и индивидуалистичко осећање модерне архитектуре и у чијим се примериманалазе више декоративистичке грађевине, и друга грана која прекорачивши праг реалности остаје на утопијама и као нереализована и постаје права есенција експресионизма и инспирација у архитектури све до данас.
У ову другу групу спада Ерих Менделсон са својим сасвим изузетно реализованим делом Ајнштајнове куле. Неки пројекти из 1919/20. круга архитеката којем припадају браћа Таут, браћа Лукхарт, Херман Финстерлин и други носе у себи карактеристику архитектуре будућности која је фантастична и слободна и која ће одиграти одлучујућу улогу али су ови пројекти у великом делу пројекти Ериха Менделсона који се извршили огроман утицај на немачку архитектуру.
Експресионизам је био из гледишта развоја модерне архитектуре необично ефектан правац, пун фантазије и нових облика са ликовном спонтаношћу. Није га везивао трајан естетски канон већ потреба за сталним трагањем и откривањем. Иако је вредновање експресионизма повезано са вредновањем сваког појединца посебно, сматра се да је он био револт против традиције, као и степенована жеља за трагањем за новим стилом који би одговарао новом начину живота, новим схватањима, материјалима и могућностима. Он остаје једна од најзначајнијих етапа у историји архитектуре јер се ту не ради о промени форме већ о самој промени представе и начину стварања.

## Карактеристике
Експресионистичка архитектура употребљава заобљене и округле форме. Бетон је материјал који примењује ова архитектура који је у годинама 1920.-тим релативно нов материјал и у којему се експериментисало у свим уметничким правцима тога доба и који је омогућавао експресионистичке форме. Такође је позната Ајнштајнова кула Ерих Менделсонa грађена у бетону. Како је ливење у оплати представљало још проблеме она је након одливања омалтерисана.
Многа експресионистичка дела су остала у пројектима и неостварене су утопије.

### Изабрани представници
- Макс Берг („Max Berg“)
- Хуго Херинг („Hugo Häring“)
- Ерих Менделсон („Erich Mendelsohn“)
- Ханс Пелциг („Hans Poelzig“)
- Бруно Таут („“)
- Макс Таут („“)
- Петер Беренс („Peter Behrens“)
- Ханс Лукхарт („“)
- Васили Лукхарт („“)
- Херман Финстерлин ("Hermann Finsterlin")

## Примери експресионистичке архитектуре
- Стаклена кућа, Бруно Таут- 1914. године- цилиндрична и прозрачна архитектура од тада новог материјала, стаклене опеке изграђена је за изложбу Веркбунда у Келну.
- Позориште у Берлину, Ханс Пелцих- 1919. године са завесама од сталактита који висе из равни крова као киша која пада и прикладним осветљавајућим телима.
- Чилехауз у Хамбургу, Фриц Хегер- 1921. године са оштрим угловима као на прамцу брода.
- Споменик палим борцима у Вајмару, Валтер Гропијус- 1921.- 1922. године са новим облицима и формом.
- Опсерваторија за Ајнштајна u Postdamu, Ерих Менделсон- 1920. – 1922. године са новим облицима у тада новом материјалу- бетону.

## Галерија
- “Chilehaus“ зграда у Хамбургу
- Црква у Берлину
- Црква у Гелзенкирхену
- Црква “Kreuzkirche“ у Берлину